# Diócesis de Luçon
La diócesis de Luçon (en latín: Dioecesis Lucionensis y en francés: Diocèse de Luçon) es una circunscripción eclesiástica de la Iglesia católica en Francia. Se trata de una diócesis latina, sufragánea de la arquidiócesis de Rennes. Desde el 29 de mayo de 2018 su obispo es François Jacolin, de los Misioneros de La Plaine.

## Territorio y organización

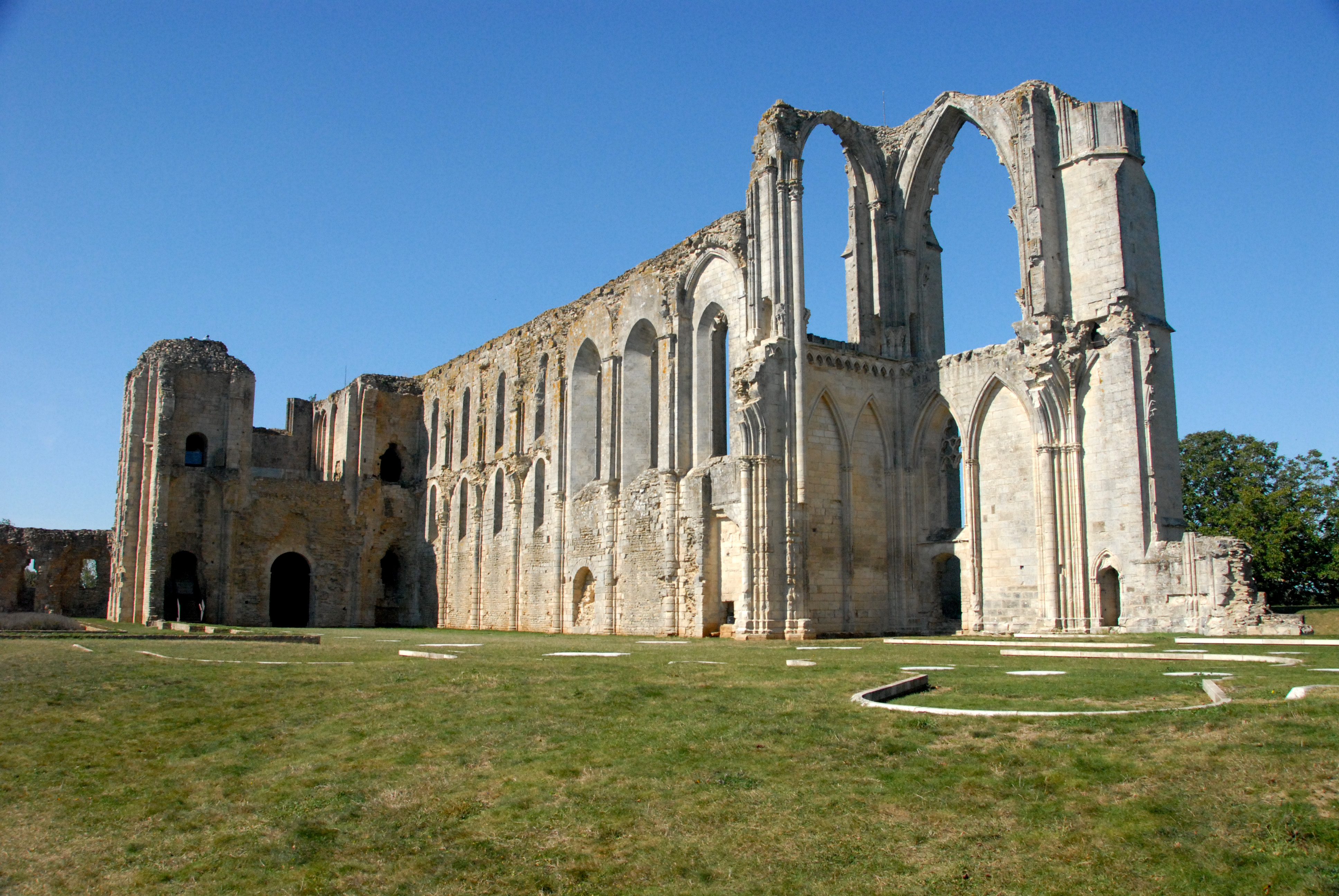
Excatedral de San Pedro, en Maillezais

La diócesis tiene 7016 km² y extiende su jurisdicción sobre los fieles católicos de rito latino residentes en el departamento de Vandea en la región de Países del Loira.  

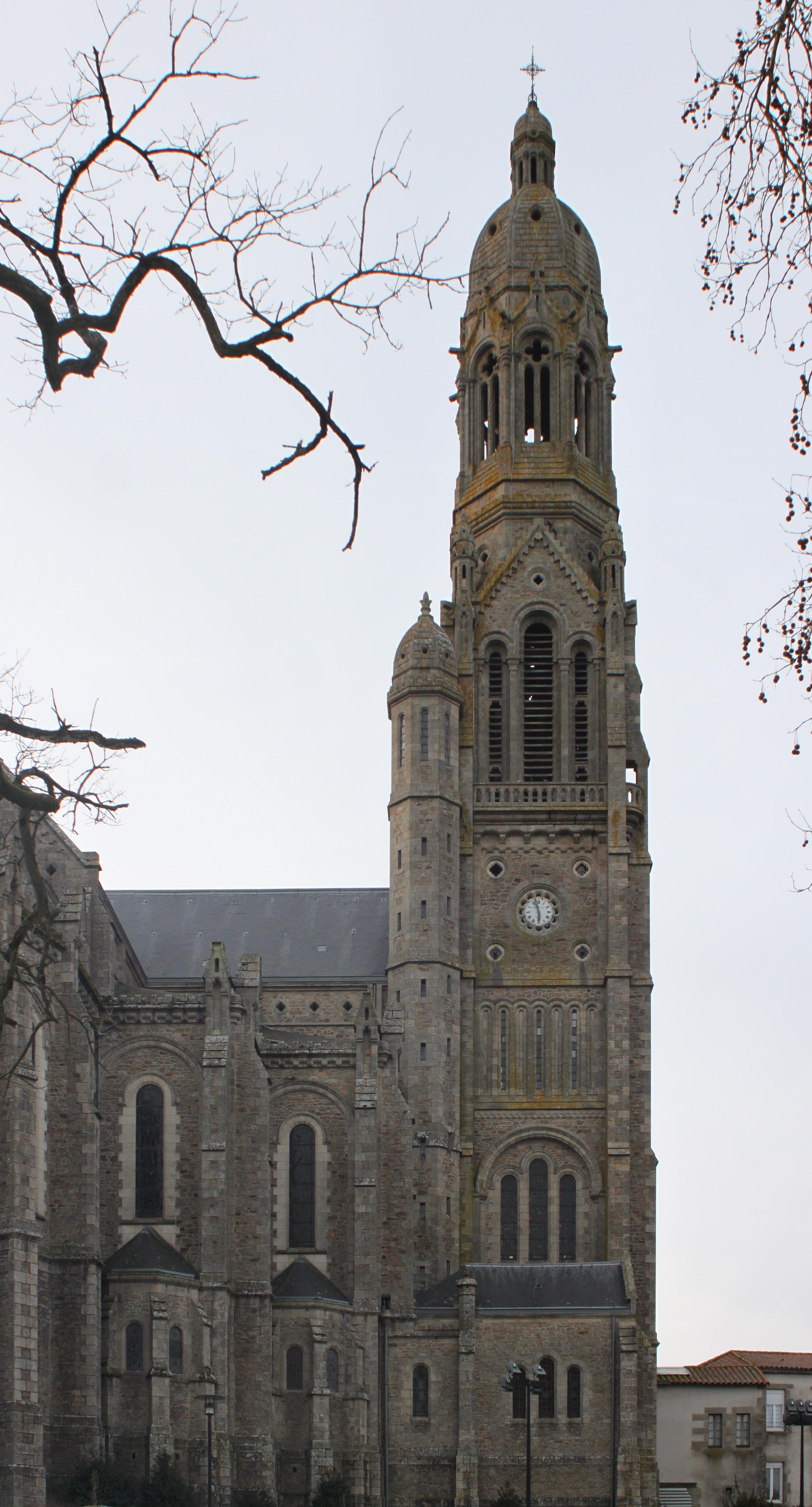
Basílica de San Luis María Grignion de Montfort, en Saint-Laurent-sur-Sèvre

La sede de la diócesis se encuentra en la ciudad de Luçon, en donde se halla la Catedral de Nuestra Señora. En Maillezais se hallan las ruinas de la excatedral de San Pedro (diócesis de Maillezais, primera sede de los obispos de la actual diócesis de La Rochelle) y en Saint-Laurent-sur-Sèvre la basílica de San Luis María Grignion de Montfort.
En 2021 en la diócesis existían 59 parroquias agrupadas en 8 decanatos.

## Historia
En el siglo VII san Filiberto de Tournus fundó un monasterio en Luçon, que tomó el nombre de San Filiberto o Santa María Lucionensis. La ciudad formaba parte de la diócesis de Poitiers, una de las más grandes de Francia, y que cubría casi todo Poitou hasta el océano Atlántico.
En el siglo XIV el papa Juan XXII decidió desmembrar la diócesis de Poitiers y erigir dos nuevas diócesis. La diócesis de Luçon, junto con la de Maillezais, fue erigida el 13 de agosto de 1317 mediante la bula Salvator noster, obteniendo el territorio de la parte occidental de la diócesis de Poitiers. La iglesia abacial de San Filiberto fue erigida como catedral y sufragánea de la arquidiócesis de Burdeos. Pierre de La Veyrie, último abad de San Filiberto, fue nombrado primer obispo.
El 30 de abril de 1562 Luçon fue invadida por los hugonotes, que destruyeron los altares y las imágenes veneradas en la catedral y en otras iglesias de la ciudad.
De 1606 a 1624 el futuro cardenal Richelieu fue obispo de Luçon. Fue responsable del establecimiento del seminario diocesano en 1612.
De 1793 a 1796 la diócesis fue devastada por la Guerra de la Vendée.
Tras el concordato con la bula Qui Christi Domini del papa Pío VII del 29 de noviembre de 1801, la diócesis fue suprimida y su territorio fue incorporado a la diócesis de La Rochelle.
Un nuevo concordato, estipulado en junio de 1817, preveía el restablecimiento de la diócesis. Pero este acuerdo nunca entró en vigor, ya que no fue ratificado por el Parlamento de París.
El 6 de octubre de 1822 la diócesis fue restablecida definitivamente mediante la bula Paternae charitatis del papa Pío VII, recuperando el territorio de la misma diócesis de La Rochelle. La antigua sede de Maillezais se encuentra dentro de los límites del nuevo sitio restaurado.
Durante el siglo XIX Vandea ve el surgimiento de varias nuevas congregaciones religiosas; entre estas las ursulinas de Jesús, las Hijas de la Santísima Virgen Inmaculada de Francia y las Hermanas de los Sagrados Corazones de Jesús y María. También era originario de la diócesis San Pedro-Henri Dorie, misionero en Corea, decapitado en Seúl en 1866. La tumba de san Luis María Grignion de Montfort se encuentra en Saint-Laurent-sur-Sèvre.
El 8 de diciembre de 2002, con la reorganización de los distritos eclesiásticos franceses, la diócesis de Luçon pasó a formar parte de la provincia eclesiástica de la arquidiócesis de Rennes.

## Estadísticas
Según el Anuario Pontificio 2022 la diócesis tenía a fines de 2021 un total de 539 299 fieles bautizados.
| Año                                                                             | Población            | Población | Población      | Sacerdotes | Sacerdotes    | Sacerdotes    | Bautizados por sacerdote | Diáconos permanentes | Religiosos | Religiosos | Parroquias |
| Año                                                                             | Bautizados católicos | Total     | % de católicos | Total      | Clero secular | Clero regular | Bautizados por sacerdote | Diáconos permanentes | Varones    | Mujeres    | Parroquias |
| ------------------------------------------------------------------------------- | -------------------- | --------- | -------------- | ---------- | ------------- | ------------- | ------------------------ | -------------------- | ---------- | ---------- | ---------- |
| 1950                                                                            | 392 000              | 400 000   | 98.0           | 736        | 611           | 125           | 532                      |                      | 165        | 950        | 304        |
| 1970                                                                            | 400 000              | 421 250   | 95.0           | 810        | 617           | 193           | 493                      |                      | 425        | 2408       | 305        |
| 1980                                                                            | 411 400              | 455 600   | 90.3           | 664        | 594           | 70            | 619                      |                      | 228        | 2121       | 307        |
| 1990                                                                            | 470 000              | 510 000   | 92.2           | 560        | 494           | 66            | 839                      | 4                    | 195        | 1643       | 307        |
| 1999                                                                            | 480 000              | 509 300   | 94.2           | 484        | 419           | 65            | 991                      | 24                   | 159        | 1377       | 59         |
| 2000                                                                            | 505 000              | 539 000   | 93.7           | 468        | 409           | 59            | 1079                     | 26                   | 151        | 1330       | 59         |
| 2001                                                                            | 500 000              | 539 664   | 92.7           | 498        | 409           | 89            | 1004                     | 25                   | 162        | 1286       | 59         |
| 2002                                                                            | 505 000              | 539 664   | 93.6           | 483        | 393           | 90            | 1045                     | 27                   | 162        | 1279       | 59         |
| 2003                                                                            | 505 000              | 539 664   | 93.6           | 475        | 388           | 87            | 1063                     | 28                   | 154        | 1221       | 59         |
| 2004                                                                            | 505 000              | 539 664   | 93.6           | 435        | 377           | 58            | 1160                     | 30                   | 123        | 1181       | 59         |
| 2013                                                                            | 522 800              | 614 000   | 85.1           | 329        | 241           | 88            | 1589                     | 42                   | 140        | 886        | 59         |
| 2016                                                                            | 529 214              | 651 627   | 81.2           | 310        | 232           | 78            | 1707                     | 52                   | 134        | 768        | 59         |
| 2019                                                                            | 537 592              | 666 714   | 80.6           | 274        | 201           | 73            | 1962                     | 55                   | 116        | 686        | 59         |
| 2021                                                                            | 539 299              | 675 247   | 79.9           | 259        | 188           | 71            | 2082                     | 56                   | 120        | 578        | 59         |
| Fuente: Catholic-Hierarchy, que a su vez toma los datos del Anuario Pontificio. |                      |           |                |            |               |               |                          |                      |            |            |            |

## Episcopologio
- Pierre de La Veyrie, O.S.B. † (13 de agosto de 1317-12 de noviembre de 1333 falleció)
- Renaud de Thouars, O.S.B.Clun. † (16 de mayo de 1334-12 o 18 de marzo de 1354 falleció)
- Jean † (5 de mayo de 1354-21 de noviembre de 1354 nombrado obispo de Elna)
- Guy de Faye, C.R.S.A. † (21 de noviembre de 1354-20 de febrero de 1359 nombrado obispo de Maillezais)
- Guillaume de La Rochefoucauld † (24 de mayo de 1359-27 de enero de 1387 falleció)
- Étienne Loypeau † (27 de enero de 1388-13 de septiembre de 1407 falleció)
  - Martin Goyon † (14 de diciembre de 1407-10 de marzo de 1408 nombrado obispo de Chartres) (obispo electo)
- Germain Paillard † (14 de diciembre de 1407-octubre de 1418 falleció)
- Elias Martineau, O.S.B. † (5 de diciembre de 1418-28 de junio de 1424 nombrado arzobispo titular de Mira)
- Guillaume de Goyon † (28 de junio de 1424-26 de marzo de 1431 falleció)
- Jean Fleury, O.Cist. † (13 de julio de 1431-17 de octubre de 1441 falleció)
- Nicolas Cœur † (31 de enero de 1442-1 de octubre de 1451 falleció)
- André de La Roche, O.S.B. † (1451-26 de agosto de 1462 renunció)
- Nicolas Boutault † (26 de agosto de 1462 por sucesión-27 de diciembre de 1490 falleció)
- Pierre de Sacierges † (31 de enero de 1491-9 de septiembre de 1514 falleció)
- Ladislas du Fau † (8 de enero de 1515-abril de 1523 falleció)
  - Giovanni di Lorena † (14 de diciembre de 1523-11 de enero de 1524 renunció) (administrador apostólico)
  - Louis de Bourbon-Vendôme † (11 de enero de 1524-27 de marzo de 1527 renunció) (administrador apostólico)
- Milon d'Illiers † (27 de marzo de 1527-13 de abril de 1552 renunció)
  - René de Daillon du Lude † (13 de septiembre de 1553-1562 renunció) (obispo electo)
- Jean-Baptiste Tiercelin † (16 de diciembre de 1562-1578 renunció)
- René de Salla, C.R.S.A. † (15 de octubre de 1578-18 de abril de 1584 falleció)
- Jacques du Plessis de Richelieu † (5 de noviembre de 1586-junio de 1592 falleció)
  - Sede vacante (1592-1606)
  - François Yver † (17 de marzo de 1599-1600 falleció) (obispo electo)
- Armand-Jean du Plessis de Richelieu † (18 de diciembre de 1606-29 de abril de 1624 renunció)
- Aimeric de Bragelone † (29 de abril de 1624-1635 renunció)
- Pierre Nivelle † (22 de septiembre de 1636-11 de febrero de 1661 falleció)
- Nicolas de Colbert † (30 de mayo de 1661-16 de julio de 1671 nombrado obispo de Auxerre)
- Henri de Barillon † (8 de febrero de 1672-7 de mayo de 1699 falleció)
- Jean-François Salgues de Valdéries de Lescure † (5 de octubre de 1699-23 de mayo de 1723 falleció)
- Michel-Celse-Roger de Rabutin de Bussy † (12 de enero de 1724-3 de noviembre de 1736 falleció)
- Guillaume-Samuel de Verthamon de Chavagnac † (16 de diciembre de 1737-1 de noviembre de 1758 falleció)
- Claude-Antoine-François-Jacquemet Gaultier d'Ancyse † (4 de abril de 1759-27 de octubre de 1775 falleció)
- Marie-Charles-Isidore de Mercy † (29 de enero de 1776-24 de octubre de 1801 renunció)
  - Sede suprimida (1801-1821)
- René-François Soyer † (24 de septiembre de 1821-5 de mayo de 1845 falleció)
- Jacques-Marie-Joseph Baillès † (24 de noviembre de 1845-2 de marzo de 1856 renunció)
- François-Augustin Delamare † (16 de junio de 1856-18 de marzo de 1861 nombrado arzobispo de Auch)
- Charles-Théodore Colet † (22 de julio de 1861-21 de diciembre de 1874 nombrado arzobispo de Tours)
- Jules François Lecoq † (15 de marzo de 1875-20 de agosto de 1877 nombrado obispo de Nantes)
- Clovis-Nicolas-Joseph Catteau † (21 de septiembre de 1877-28 de noviembre de 1915 falleció)
- Gustave-Lazare Garnier † (27 de mayo de 1916-30 de enero de 1940 falleció)
- Antoine-Marie Cazaux † (11 de octubre de 1941-4 de julio de 1967 renunció[nota 1])
- Charles-Auguste-Marie Paty † (4 de julio de 1967 por sucesión-25 de marzo de 1991 retirado)
- François Charles Garnier † (25 de marzo de 1991 por sucesión-7 de diciembre de 2000 nombrado arzobispo de Cambrai)
- Michel Léon Émile Santier (19 de junio de 2001-4 de septiembre de 2007 nombrado obispo de Créteil)
- Alain Castet (14 de abril de 2008-12 de octubre de 2017 renunció)
- François Jacolin, M.D.P., desde el 29 de mayo de 2018